# Linnavuorista
Linnavuorista is een geslacht van wantsen uit de familie van de Miridae (blindwantsen). Het geslacht werd voor het eerst wetenschappelijk beschreven door Akingbohungbe in 1979.

## Soorten
Het genus is monotypisch en bevat alleen de volgende soort:

- Linnavuorista nigroscutellata Akingbohungbe, 1979